# Sveriges utrikespolitik
Sveriges utrikespolitik är i vid mening den politik som Sverige för gentemot andra länder. Utrikespolitiken innefattar bland annat säkerhetspolitik, bistånd och utveckling, miljösamarbete, handelspolitik och främjande, folkrätt och mänskliga rättigheter. Utrikespolitiken sorterar under Utrikesnämnden, utrikesutskottet i Sveriges riksdag och Utrikesdepartementet. 
Utrikespolitikens omfattning och mål fastslås i den så kallade utrikesdeklarationen som utrikesministern lägger fram i februari månad varje år. Utrikesdeklarationen debatteras sedan i riksdagen. I Utrikesutskottet bereds ärenden om Sveriges förhållande till, och avtal med, andra stater. Det löpande arbetet med att verkställa utrikesdeklarationen ligger hos Utrikesförvaltningen som består av Utrikesdepartementet och de svenska utlandsmyndigheterna (ambassader, representationer, generalkonsulat och honorärkonsulat). Utrikesdepartementet formulerar de handlingsalternativ som regeringen sedan beslutar om. 
Till den diplomatiska delen av utrikespolitiken hör statsbesök, såväl de statschefen företar i utlandet och de utländska statsbesök som görs i Sverige, samt ackreditering, agremang och kreditivbrev.
Sverige är bland annat medlem av FN, EU (inklusive Schengensamarbetet), Europarådet, Internationella brottmålsdomstolen, WTO, Nordiska rådet och Östersjöstaternas råd. Tidigare var Sverige bland annat medlem av NF och Efta.

## Alliansfrihet och neutralitet
Sverige har efter 1814 en lång historia av alliansfrihet och neutralitet. Utrikespolitiken baserades sedan mitten av 1900-talet på premissen att nationens säkerhet främjades av "alliansfrihet i fred syftande till neutralitet i krig". Sedan kalla krigets slut i och med Sovjetunionens fall åren kring 1990, och än mer sedan 1995 när Sverige blev medlem i EU, har dock den utrikespolitiska säkerhetsdoktrinen ändrats. EU:s ekonomiska och politiska samarbeten gjorde att det skulle bli svårare för Sverige att ställa sig neutralt i konflikter där andra medlemsländer var inblandade. Efter en omskrivning av regelverket 2002 är målet att Sverige är militärt alliansfritt, men tillåter samarbeten med till exempel Nato, FN och övriga EU för att motarbeta hot mot fred och säkerhet. Sverige deltar till exempel i Partnerskap för fred och är sedan 2014 en Enhanced Opportunities Partner med Nato.
Utrikesminister Carl Bildt förklarade i Utrikesdeklarationen år 2010 att "medlemskapet i Europeiska unionen innebär att Sverige ingår i en politisk allians och tar ett solidariskt ansvar för Europas säkerhet. Sverige kommer inte att förhålla sig passivt om en katastrof eller ett angrepp skulle drabba ett annat medlemsland eller nordiskt land. Vi förväntar oss att dessa länder agerar på samma sätt om Sverige drabbas."

## Historik

### Fram till 1809

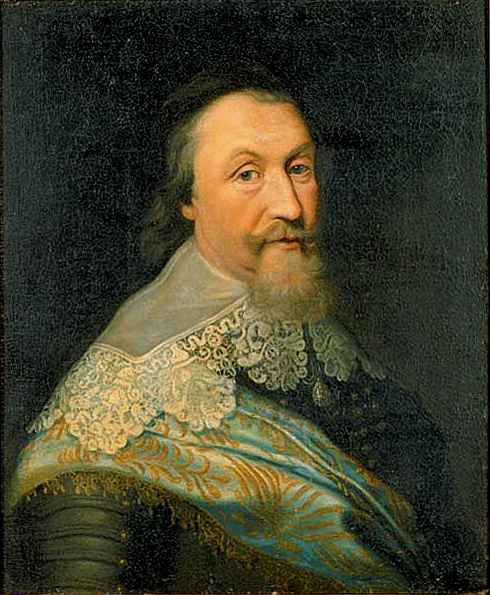
Kanslern Axel Oxenstierna.

Sverige har traditionellt ofta haft stora ekonomiska och kulturella samarbeten med Nederländerna och vissa dåvarande tyska stater, till exempel under Hansatiden, med massiva befolkningsströmmar till och från Sverige. Danmark och Ryssland var under 1600- och 1700-talen Sveriges ärkefiender i militära sammanhang, och flera dansk-svenska och rysk-svenska krig utkämpades. De många fredsavtalen som fattades med dessa och andra stater innehöll bestämmelser och villkor som kom att bli Sveriges första traktaträtt. Under frihetstiden var det ofta Hattarna som förespråkade krig för att kunna ge igen på till exempel Ryssland, medan Mössorna talade för fredens bevarande. De första diplomaterna var tillfälliga sändebud till en annan stat som förhandlade om villkor i olika uppgörelser. Sveriges förste kände ständige legat var Dionysius Beurraeus som 1557–1561 var placerad i London. Under Johan III hade Sverige en ständig legat i Polen (Anders Lorichs), men först 1614 fick Sverige en mer kontinuerlig beskickning utrikes, i Nederländerna.
Gustav II Adolf bildade Kunglig Majestäts kansli där utrikespolitiken beslutades. Konungens kabinett för den utrikes brevväxlingen, ledd av en kabinettssekreterare, bildades 1791 av Gustav III, vilket 1840 fick namnet Utrikesdepartementet. Utrikeshandeln reglerades från medeltiden med privilegiebrev, och var förbehållen städer med stapelrätt och handelskompanier som Svenska Ostindiska kompaniet och andra kolonialkompanier. Passtvång är känt sedan 1555, att var och en som befann sig utanför den trakt där den var känd, däribland utlänningar, var tvungen att ha pass. Det gjordes följaktligen ingen skillnad på om man reste till en stad i Sverige eller om man reste utrikes. Sålunda behövdes respass för att besöka Bergslagen. För att färdas utomlands till sjöss krävdes att regeringen utfärdade sjöpass. Utrikeshandeln upprättades från medeltiden och framåt med traktat som Sverige slöt med andra stater, och gällde bara de stater man hade avtal med.
Under Stormaktstiden (1611–1718) expanderade Sverige sina gränser till att omfatta stora delar av norra Europa, I ett par årtionden under 1600-talet hade Sverige även kolonier som Nya Sverige i Nordamerika och Cabo Corso i Västafrika. 1784 blev Saint-Barthélemy en svensk koloni. Sverige expanderade även runt Östersjön, Livland införlivades i Sverige 1621 och skulle förbli svenskt till freden i Nystad 1721, och vid Westfaliska freden 1648 fick Sverige Pommern. Estland var svenskt från före Vasatiden och var länge en del av Sverige.

### 1809–1905

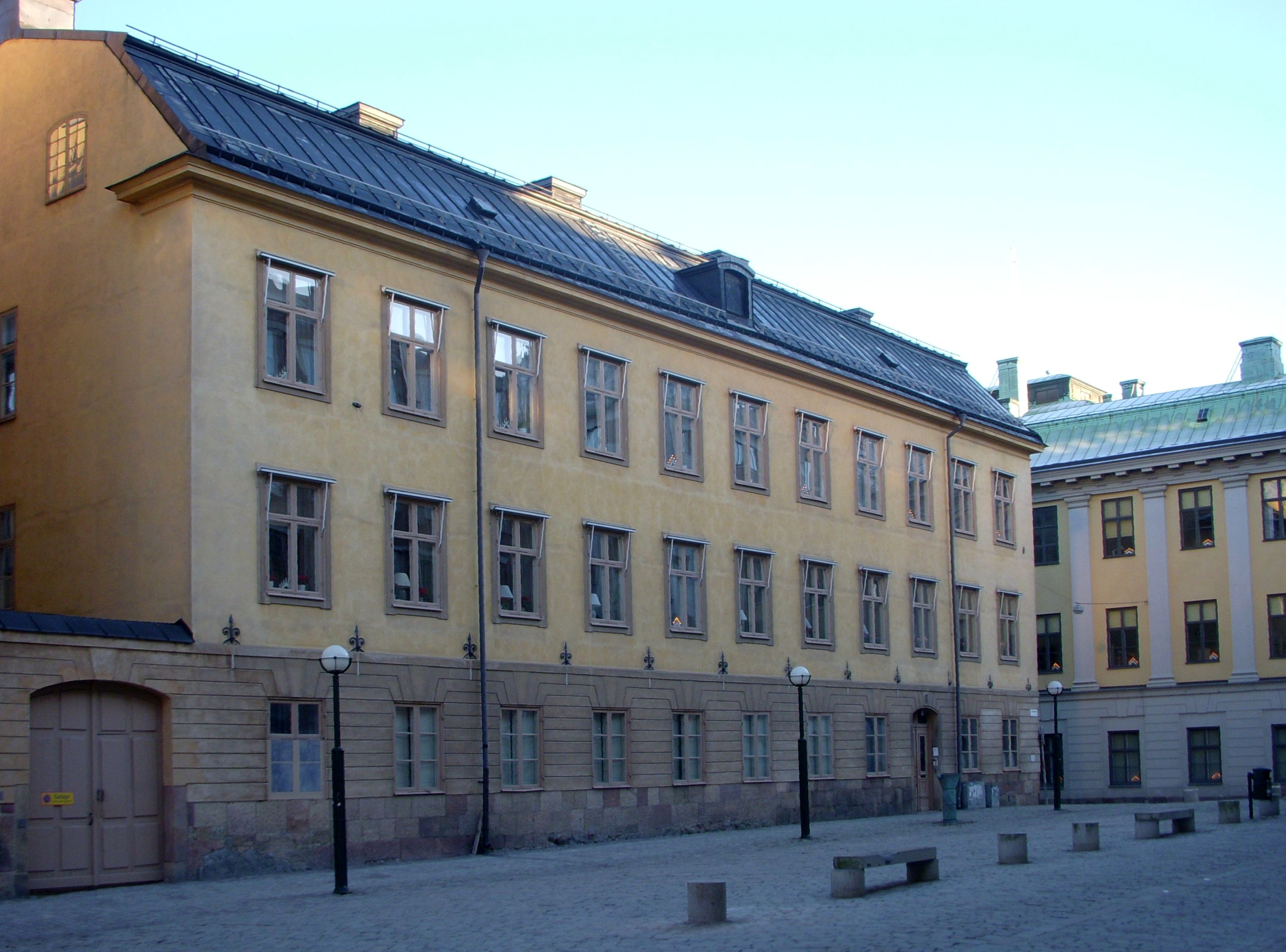
Utrikesministerhotellet på Blasieholmstorg (cirka 1790–1962).

Enligt 1809 års regeringsform styrde monarken Sveriges utrikespolitik. Utrikesdepartementet leddes av en statsminister för utrikesärendena, vilken jämte hovkanslern kungen hade att samråda med innan han fattade utrikespolitiska beslut. 1809 var statsministern och hovkanslern inte folkvalda utan utsedda av kungen, men med införandet av allmänna val till riksdagen och genom att regeringen kom att övertas av partipolitiska grupper förlorade monarken successivt många funktioner som stadgades i regeringsformen. Enligt 1974 års regeringsform har monarken framför allt representativa uppgifter, men är också chef för Utrikesnämnden.
Vid Finska kriget 1809 förlorade Sverige Finland, och vid freden i Kiel 1814 avträdde Danmark Norge till Sverige och Sverige förlorade Pommern. Norges union med Sverige blev orsaken till Sveriges senaste krig, Fälttåget mot Norge 1814. Carl Axel Löwenhielm företrädde Sverige under Wienkongressen 1814–1815 då gränserna från fredsvillkoren efter Napoleonkrigen bekräftades kollektivt av de krigförande parterna och slavhandel förbjöds. 1878 gav Sverige tillbaka Saint-Barthélemy till Frankrike efter 96 år. Den svensk-norska unionen upplöstes fredligt 1905.
Under Karl XIV Johans regeringstid infördes en mer vidsträckt handelsfrihet och ytterligare lättnader skedde under Oscar I, då särskilda tillstånd av kungen – privilegier – inte längre krävdes för utländska handelskontakter utan överläts till bolagen själva att besluta. År 1814 upphörde Svenska Ostindiska kompaniets privilegier på handel med Ostindien, och frihandelssystemet blev än mer accepterat genom  handels- och sjöfartstraktaten med Frankrike år 1865.

### 1905–1995

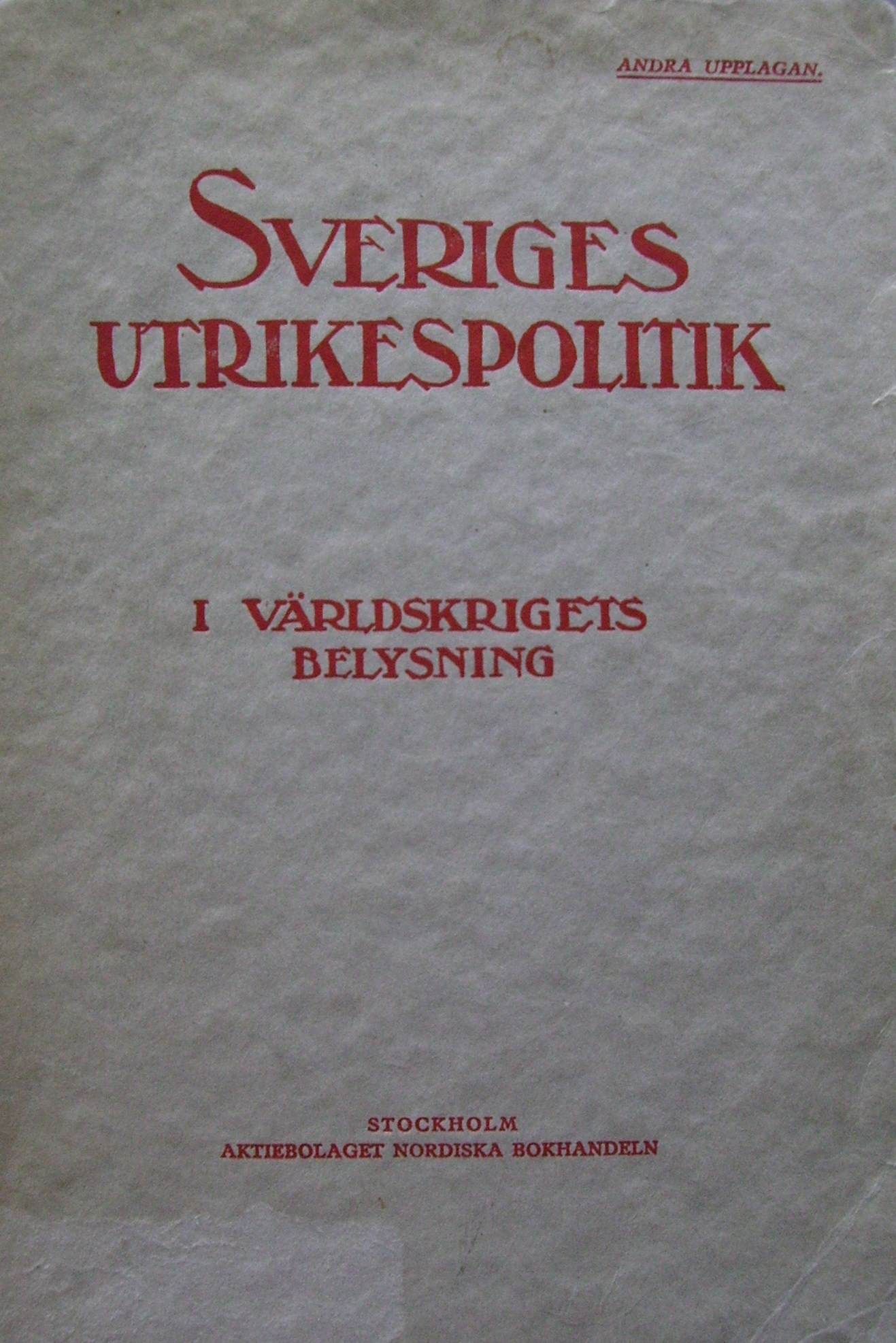
Aktivistboken, 1915.

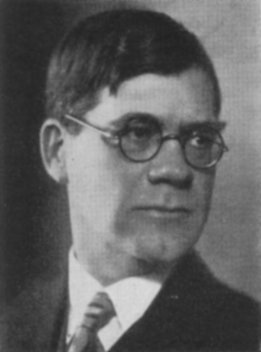
Östen Undén, utrikesminister 1924–1926 och 1945–1962.

Sverige ratificerade Haagkonventionerna[Vilket år??] som reglerade krigsrätten och deltar därefter i permanenta skiljedomstolen (Haagtribunalen), men har inte varit krigförande part sedan konventionerna undertecknades. Så heller inte under första världskriget, då neutralitetspolitiken formulerades av Gustaf V som svensk representant under Trekungamötet 1914 i Malmö. Utrikespolitiken under första världskriget handlade först och främst om Ålandsfrågan sedan Ryssland intagit ön och Sverige önskade införliva den med sitt land. 1920 blev Sverige medlem av NF och hamnade judiciellt under Internationella mellanfolkliga domstolen. NF beslutade 1921 att Åland skulle tillfalla det sedan 1917 självständiga Finland. Bland annat utrikesminister Fredrik Ramel och Gunnar Hägglöf företrädde Sverige i NF:s nedrustningskonferens 1932–1934.
Sverige deltog inte med militära styrkor under andra världskriget, men stödde under andra världskriget i viss utsträckning de krigförande respektive grannländerna Finland, Norge och Danmark i den utsträckning regeringen bedömde förenligt med bibehållen neutralitet. Detta innebar bland annat att Svenska frivilligkåren kunde sättas in under vinterkriget och att Polistrupperna och Danska brigaden kunde utbildas i Sverige. Handel med både Tyskland och Västmakterna fortsatte under kriget, och allehanda andra eftergifter gjordes till de båda krigförande sidorna, bland annat permittenttrafiken av tyska soldater mellan Norge och Tyskland, järnvägstransport av Engelbrechtdivisionen inför Operation Barbarossa, och återsändande av framför allt amerikanska bombpiloter som tvingats nödlanda i Sverige. Eftergifterna mot Tyskland har senare kritiserats för att vara för långtgående och principlösa. I samband med vinterkriget visades ett stort folkligt engagemang för Finland.  Under andra världskriget förklarade även Sovjet svenske diplomaten Vilhelm Assarsson persona non grata.
Med grundandet av FN och ratificeringen av FN:s allmänna deklaration om de mänskliga rättigheterna fick folkrätt och mänskliga rättigheter i världen ett mycket större fokus än tidigare, och har sedan dess i hög grad präglat Sverige utrikespolitik och svenskars politiska engagemang utomlands. Medlemskap i olika internationella organ har underlättat antagandet av flera deklarationer och konventioner som rör utrikespolitiken, såsom postväsende, flyktingfrågor, bruket av internationellt vatten och havsfiske, människors rörlighet mellan länder, export- och tullfrågor, med mera. Sverige deltog i bildandet av Europarådet 1949 och blev då medlem, undertecknade Europakonventionen (sedan 1995 har den status som svensk lag) och deltar i Europadomstolen.
1952 deltog Sverige i bildandet av Nordiska rådet och blev medlem där, och 1971 i Nordiska ministerrådet. För att underlätta rörligheten för medborgare, ingick Sverige med övriga i Nordiska rådet 1952 i Nordiska passunionen varigenom medborgare i dessa länder kunde färdas fritt mellan länderna utan pass och arbeta i länderna utan arbets- eller uppehållstillstånd. Under 1960-talet gjordes nya försök att skapa ett ekonomiskt tätare samarbete mellan de nordiska länderna, som kallades för Nordek. Detta samarbete kom aldrig att bli verklighet. Strax därefter försökte Danmark, Norge och Sverige att bilda Skandek, men även det samarbetet föll. Trots att vissa planer om närmare samarbeten misslyckades hade ändå nordiska länderna ett närmare samarbete med varandra än vad som då var vanligt i Europa. Samarbeten i Europeiska ekonomiska gemenskapen (EEG, senare EG) och Europeiska frihandelssammanslutningen (Efta) var under denna tid inte lika omfattande som de nordiska länderna hade med varandra. 
Efta bildades 1960 av sju europeiska länder, varav tre var Danmark, Norge och Sverige. 1970 anslöt sig Island. Under 1972 röstade så danskarna ja till medlemskap i EEG. Mellan 1972 och 1973 slöts ett frihandelsavtal mellan Efta och EEG och 1992 undertecknades avtalet om Europeiska ekonomiska samarbetsområdet av regeringarna i EG-länderna samt i Efta-länderna. EES-avtalet är ett långtgående associeringsavtal som utvidgar den inre marknaden och de fyra friheterna och började gälla 1 januari 1994.  
Under tiden efter andra världskriget utvecklades det politiska nordiska samarbetet. Från svenskt håll föreslogs direkt efter andra världskriget att Sverige, Danmark och Norge skulle bilda ett försvarsförbund. Den 15 oktober utsågs i Oslo en skandinavisk försvarskommitté och under 1949 undertecknades kommitténs betänkande. Detta misslyckades, och Danmark och Norge gick med i Nato (North Atlantic Treaty Organization) som bildades 1949. Sverige valde att stå utanför.
Sverige höll sig i stället utanför kalla krigets militärallianser, men kom under press bland annat vid Catalinaaffären 1952, och från 1968 kritiserade man USA:s krigföring i Indokina, vilket kom att leda till några års svensk-amerikanska relationsproblem med äggkastning och hemkallande av ambassadörer. Ett avbrott i de diplomatiska förbindelserna med USA skedde 1973 då den dåvarande ambassadören i Washington Hubert de Besche och hans nyvalda efterträdare Yngve Möller förklarades icke-önskvärda i USA som en följd av den diplomatiska krisen som följdes av Olof Palmes uttalande om Hanoibombningarna i december 1972. Först 1974 tillträdde den nya svenska ambassadören Wilhelm Wachtmeister som kom att inneha posten fram till 1989. En annan diplomatisk kris inträffade vid militärkuppen i Chile 1973, då den svenska diplomaten Harald Edelstam förklarades persona non grata efter att ha räddat livet på tusentals personer.
Kända svenska utrikesministrar från 1900-talet är bland andra Östen Undén, Richard Sandler, Christian Günther, Torsten Nilsson, Karin Söder (första kvinnliga)  och Sten Andersson.
Många svenskar verkade politiskt i världen under 1900-talet. Olof Palme var aldrig utrikesminister, men ägnade sig i hög grad åt världspolitiken. Han sköts till döds i Stockholm vid månadsskiftet februari-mars 1986. Även Alva Myrdals fredsarbete uppmärksammades internationellt, och 1982 fick hon Nobels fredspris. Folke Bernadotte var verksam inom Röda korset och FN och ledde FN:s första fredsinsats, i Palestina (Västbanken)-Israel där han mördades 1948. Raoul Wallenbergs räddningsaktioner undre andra världskriget är historiska och väl omskrivna över hela världen.
Med nya massmediers genomslag, som radio, tv och Internet, och förbättrade kommunikationsmöjligheter växte det fram nya, informella kanaler för utrikespolitik där medborgarna själva agerade, till exempel genom medlemskap i Amnesty international och Greenpeace. Utrikespolitiska Institutet grundades 1938 som en ideell förening av forskare utanför politikens sfär, och förser allmänhet och politiker med forskning om världspolitiken. Sådana medborgerliga initiativ och engagemang har påverkat utrikespolitikens förutsättningar.
Sverige mottog ekonomisk hjälp via Marshallplanen i form av lån och bidrag från 1948, vilket ledde till att när organisationen för ekonomiskt samarbete och utveckling (OECD) grundades 1961 blev Sverige medlem, varmed Sverige erkände sig som en marknadsekonomi som främjar ekonomisk utvecklingssamarbete och världshandel. Sverige undertecknade General Agreement on Tariffs and Trade (GATT) 1947, där tullfrågor för export och import internationellt beslutas och andra handelshinder regleras, och är sedan världshandelsorganisationen WTO grundades 1995 medlem.
År 1962 bildade regeringen Nämnden för Internationellt Bistånd, senare kallat Sida, som organiserar Sveriges humanitära bistånd, medan Utrikesdepartementet fortfarande sköter den humanitära diplomatin och opinionsbildningen. Beträffande hjälpinsatser vid stora katastrofer hamnar dock biståndet på Försvarsdepartementets bord. I FN inleddes miljösamarbetet på svenskt initiativ av Sveriges FN-ambassadörer Sverker Åström, med en internationell miljökonferens i juni 1972 i Stockholm, vilket sedermera blev upphovet till UNEP.
Den 29 september 1977 talade Karin Söder i FN:s generalförsamling, där hon fördömde USA:s planer på att skaffa neutronbomb och att Sverige inte tänkte acceptera detta .
Den 27 oktober 1981 dök en sovjetisk ubåt plötsligt upp i Karlskrona skärgård, vilket påverkade de svensk-sovjetiska förbindelserna under 1980-talet, även om de två 1988 lyckades lösa en 19 år gammal gränstvist. 1989–1991 föll slutligen kommuniststyrena i Östeuropa samman och blev demokratier, och läget såg bättre ut för Sverige.

### 1995–

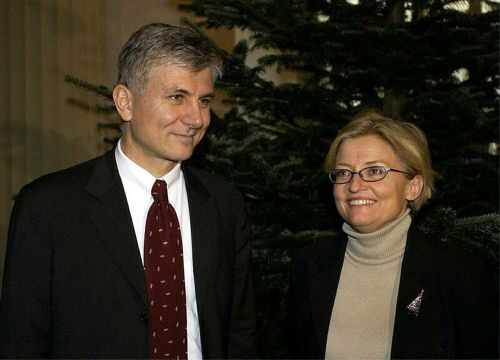
Anna Lindh med Zoran Đinđić.

Sverige gick med i EU den 1 januari 1995, vilket innebar att man lämnade Efta, men medlemskapet i Europeiska ekonomiska samarbetsområdet bestod. I och med detta medlemskap kom Sverige ofta att agera inom ramen för EU beträffande utrikespolitik. Sveriges första EU-kommissionär blev Anita Gradin som satt fram till 1999. Hennes ansvarsområde var Tredje pelaren, det vill säga samarbete inom inrikes- och justitieområdena, särskilt migrationsfrågorna, och hon anges ibland som en orsak till att frågan om trafficking kom upp på EU-kommissionens agenda. Sverige fattar fortfarande enskilt bilaterala avtal om investeringsskydd med andra stater, medan EU har ett antal bilaterala och regionala handelsavtal som omfattar Sverige.
1996 anslöt sig Sverige till Schengenregelverket. Schengensamarbetet innebär att medborgare inte har passtvång i Schengenområdet, att lagliga varor fritt får föras mellan länderna, och att visum till något av länderna gäller hela området. Nordiska passunionen förlorade dädenefter mycket av sin betydelse, dock ger den nordiska passunionen mer långtgående rättigheter till nordiska medborgare än vad Schengenregelverket ger unionsmedborgare.   
1994 inledde Sverige samarbete med Nato genom projektet Partnerskap för fred. Sverige har därefter breddat och fördjupat samarbetet och bidragit till Natos internationella krishanteringsinsatser och är sedan 2014 en Enhanced Opportunities Partner med Nato, vilket ger Sverige en privilegierad möjlighet att ytterligare utveckla partnerskapet.
Efter riksdagsvalet 1998 blev socialdemokratiska Anna Lindh utrikesminister. Lindhs första stora uppgift som utrikesminister blev att engagera sig i konflikten mellan Kosovos befrielsearmé och Serbiens militärmakt. Under Sveriges ordförandeskap i EU 2001 var Lindh ordförande för ministerrådet med ansvar för att föra EU:s talan i utrikesfrågor. Under det året reste hon även med EU:s talesperson i utrikes- och säkerhetsfrågor Javier Solana till Makedonien och under konflikten i Makedonien 2001 och förhandlade fram en överenskommelse som förhindrade inbördeskrig i landet. De sista veckorna av sitt liv arbetade hon intensivt i kampanjen för ett ja i folkomröstningen om införande av euro som valuta. I september 2003 knivmördades Lindh i Stockholm, men trots det genomfördes folkomröstningen som slutade med att euron inte skulle införas. 
2004 avslöjade TV4:s program Kalla fakta hur två terroristmisstänkta egyptier hade avvisats från Sverige 2001 på uppdrag av USA. Incidenten fick kritik av Justitieombudsmannen, FN:s tortyrkommitté, Europarådet samt Amnesty International. Konstitutionsutskottet kritiserade regeringen för att ha godtagit Egyptens garanti mot tortyr och annan illabehandling.
Under 2009–2010 blev det stor internationell debatt om Lars Vilks avbild av Muhammed i Nerikes Allehanda. Säkerhetspolitiken, i synnerhet beträffande internationell terrorism och transnationell brottslighet, har ägnats mycket utrymme där frågor om avvägningen mellan individens integritet och statens värn har debatterats. Orsaken till detta är den ökade globaliseringen. Inriktningen på Sveriges säkerhetspolitik har därmed ändrats, från att röra krigshot till att gälla enskilda individers möjliga angrepp på staten. Från 1990-talet har Östersjösamarbetet upptagit en viktig roll i den svenska utrikespolitiken.
2002 bildades myndigheten Folke Bernadotteakademin genom vilken Sverige arbetar för att upphjälpa fredsinsatser i världen.
Trots alla internationella samarbeten för mellanstatliga handelsförbindelser kan Sverige delta i handelssanktioner som utlyses mot vissa stater av politiska skäl. Sådana kan beslutas av EU och FN (och tidigare av NF). Till exempel utlyste UD EU:s medlemsländers förbud mot att handla med iranska obligationer i december 2010, vilket var en följd av att Iran inte hörsammat resolutioner från Internationella atomenergiorganet (IAEA).

## Nuvarande utrikespolitik

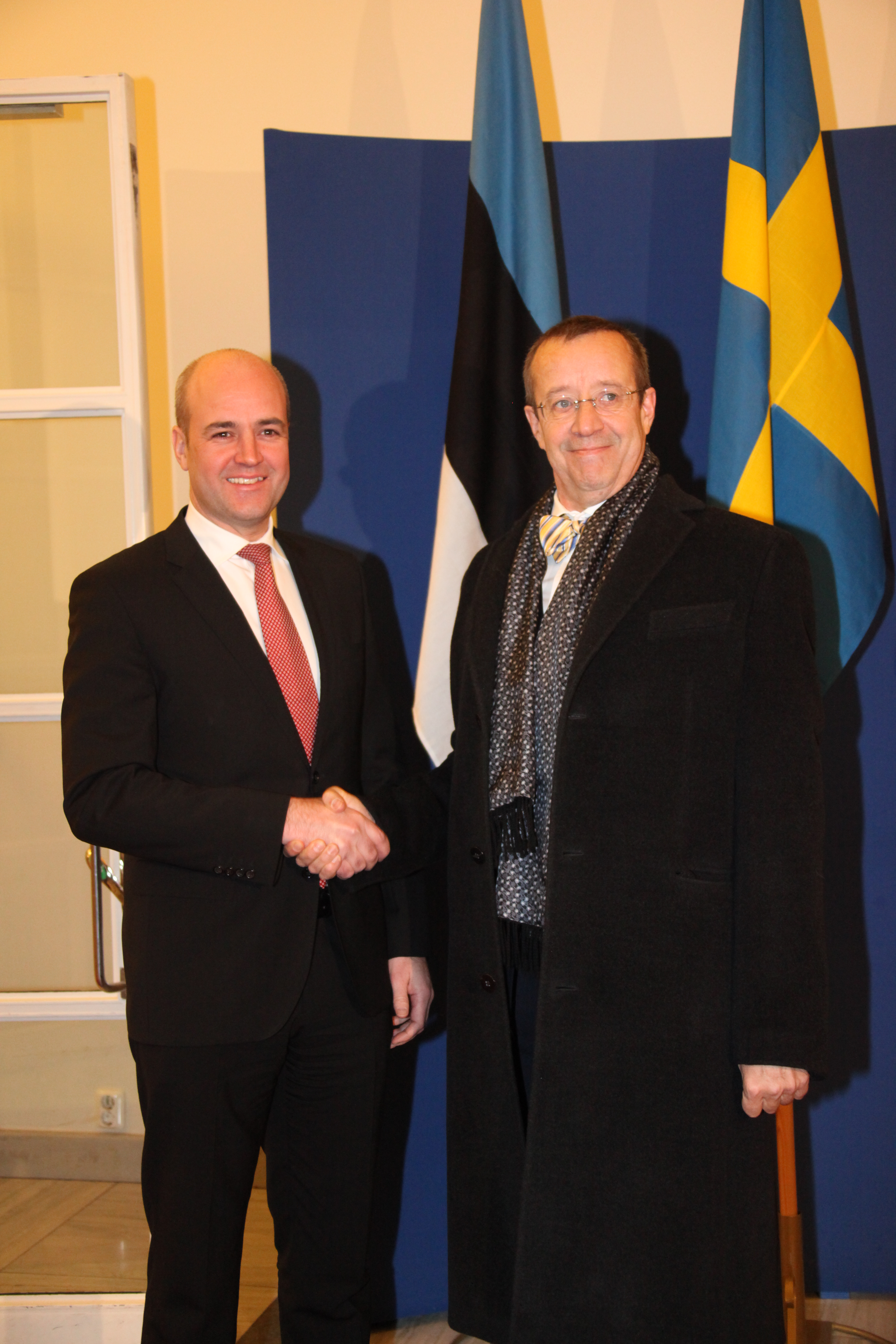
Fredrik Reinfeldt och Toomas Hendrik Ilves under ett statsbesök till Sverige, januari 2011.

Regeringen Reinfeldt (2010–2014), hade enligt regeringsförklaringen 2010 bland annat som utrikespolitiska mål att verka för att stärka EU som global aktör, att vidareutveckla Östersjöstrategin, att motverka politiska låsningar inom FN-systemet, att intensifiera Sveriges utvecklingsarbete i Afghanistan och att verka för en värld utan kärnvapen.
Sedan 2014 är Sverige en Enhanced Opportunities Partner med Nato.
Regeringen Löfven I (2014–2018) meddelade att Sverige ska ha en feministisk utrikespolitik. Regeringen Löfven II (2018–2022) meddelade att Sverige ska ha en fortsatt feministisk utrikespolitik. 
Regeringen Kristersson (2022–) meddelade i regeringsförklaringen den 18 oktober 2022 att utrikes- och säkerhetspolitiken skulle omorienteras för att möta de hot som Sverige och Europa står inför. Rysslands anfallskrig, och försvaret av Ukrainas frihet och suveränitet är de närmaste årens mest definierande utrikespolitiska uppgifter. Regeringen kommer därmed föra en i första hand svensk och europeisk utrikespolitik. Utrikesminister Tobias Billström förklarade att regeringen inte kommer att använda sig av begreppet feministisk utrikespolitik.

## Politisk organisation
Regeringen samråder med riksdagen i Utrikesnämnden, där statschefen (kungen) är ordförande. Utrikesutskottet bereder riksdagens utrikespolitiska ärenden. Sveriges utrikesminister är chef för utrikesförvaltningen. 
Statschefen har därtill flera ceremoniella uppgifter, som att tilldela utländska statschefer statliga ordnar och medaljer. Till monarkens uppgifter hör även att vara värd för statsbesök, företa statsbesök i andra länder, och vara den som ackrediterar ambassadörer och utfärdar kreditivbrev till dem som utsetts av utrikesministern. Sedan parlamentarismens genomslag 1917 har praxis varit att monarken endast framför riksdagens allmänna mening i utrikespolitiska ämnen, dock utan att detta förbehåll direkt stadgas i någon lag.

### Utrikesnämnden

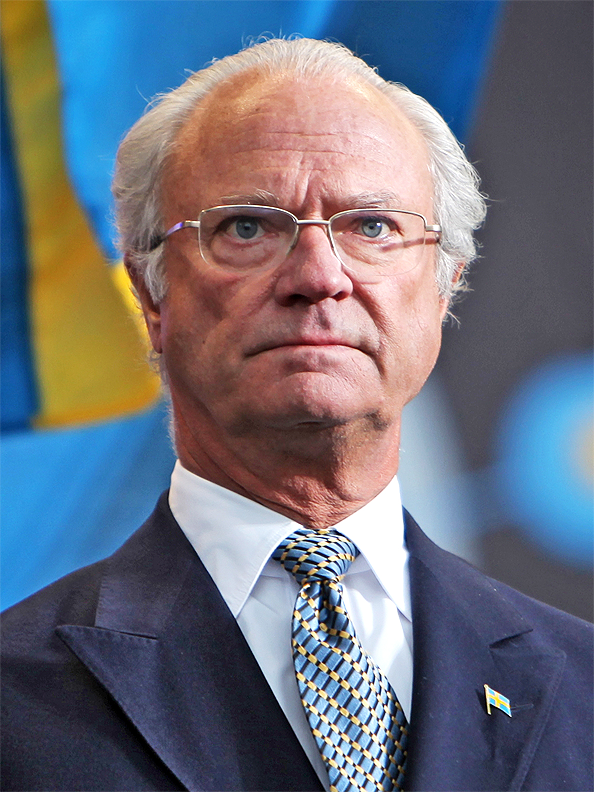
Sveriges statschef Carl XVI Gustaf

Utrikesnämnden är ett samrådsorgan mellan Sveriges riksdag och regering. Nämnden består av riksdagens talman och nio riksdagsledamöter. Ordförande i utrikesnämnden är Sveriges statschef, sedan 1973 kung Carl XVI Gustaf. Regeringen informerar och samråder med utrikesnämnden om de viktigaste utrikespolitiska frågorna.

### Utrikesutskottet
Utrikesutskottet är det utskott i Sveriges riksdag som bereder ärenden om rikets förhållande till och överenskommelser med andra stater och mellanfolkliga organisationer samt bistånd till annat lands utveckling. Utskottet bereder även ärenden om utrikes handel och internationellt ekonomiskt samarbete. Detta gäller om ärendena inte tillhör något annat utskotts beredning.

### Utrikesministern

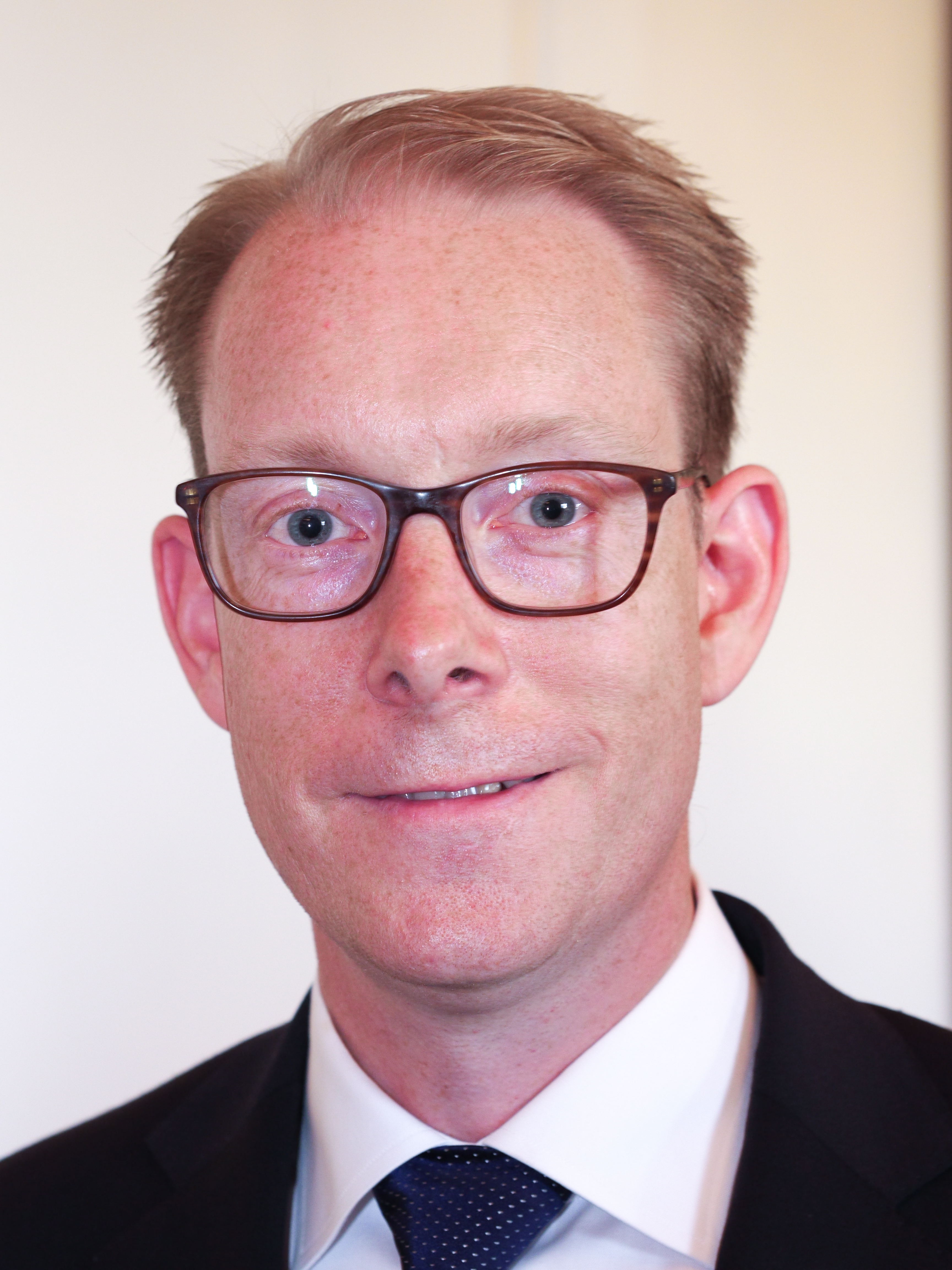
Sveriges utrikesminister Tobias Billström.

Sveriges utrikesminister är departementschef för Utrikesdepartementet och myndighetschef för utrikesrepresentationen. Han eller hon är dessutom det statsråd som i Sveriges regering ansvarar för Sveriges relationer till utlandet samt till mellanstatliga och andra internationella organisationer. Utrikesministern nomineras till sin post i likhet med övriga ministrar av Sveriges statsminister vilket sedan skall bekräftas av Sveriges riksdag.
Utrikesministern är inte bara departementschef, utan är även chef för hela utrikesförvaltningen och det är dit svenska diplomater och ambassadörer i utlandet rapporterar. Som myndighetschef omfattas inte utrikesministern av det generella förbudet mot ministerstyre, och är den enda av de svenska ministrarna som har denna ställning.

## Förvaltning
Sveriges utrikespolitik implementeras av Utrikesförvaltningen som utgörs av Utrikesdepartementet och Utrikesrepresentationen, för vilka Sveriges utrikesminister är departementschef respektive myndighetschef.

### Utrikesdepartementet

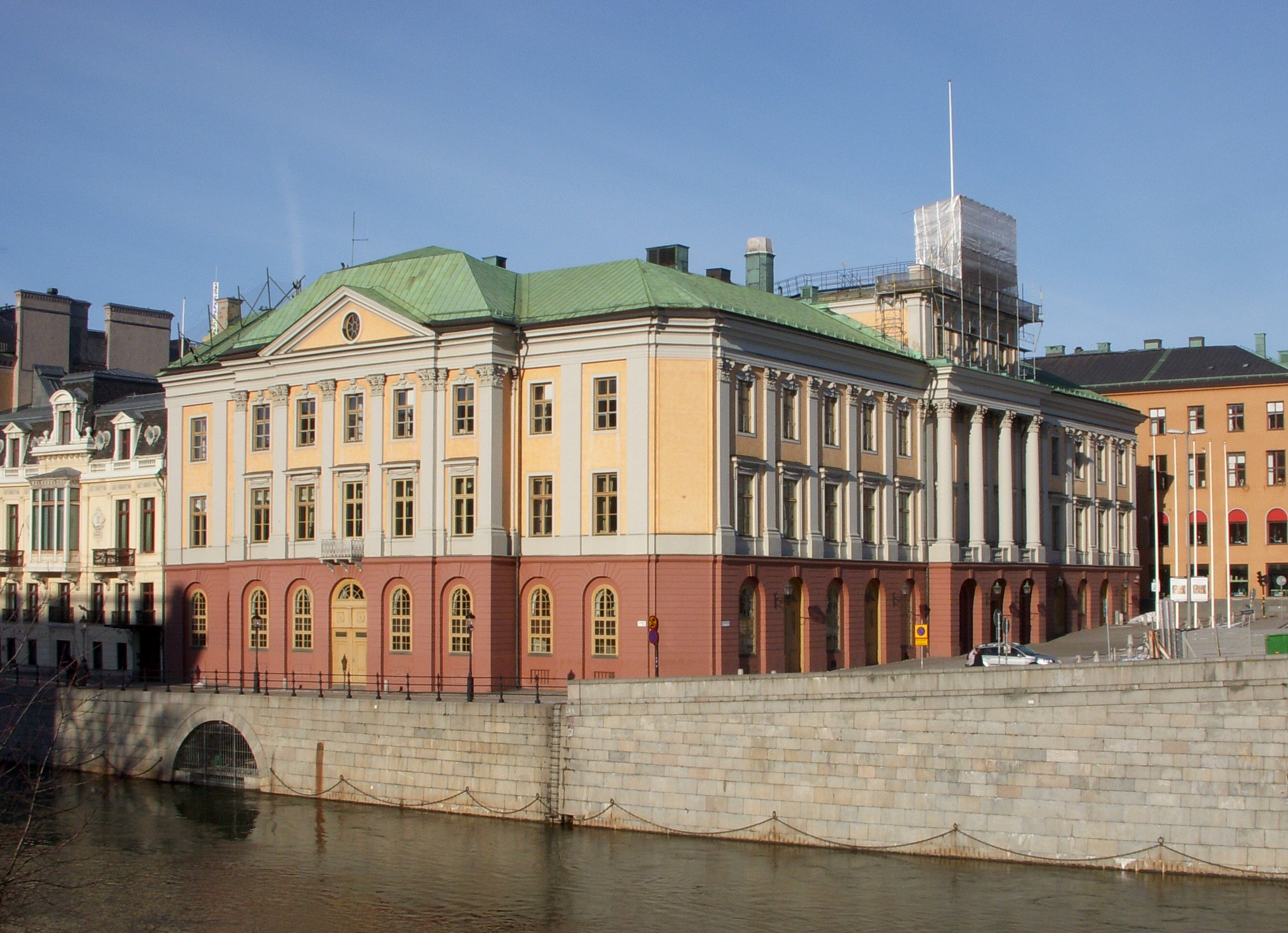
Utrikesdepartementets säte i Arvfurstens palats i Stockholm.

Utrikesdepartementet (UD) är ett departement inom Regeringskansliet med adress på Arvfurstens palats vid Gustav Adolfs torg i Stockholm. Utrikesdepartementet ansvarar tillsammans med Utrikesrepresentationen för hanteringen av Sveriges förbindelser med andra länder. Beslut som gäller Sveriges utrikespolitik förbereds och samordnas. Det gäller såväl politiska frågor som till exempel handelsfrågor.
På Utrikesdepartementet sammanställs information om förhållanden som har betydelse för Sveriges utrikespolitik. På UD formuleras också de handlingsalternativ som ligger till grund för regeringens ställningstaganden i utrikespolitiska frågor. Till utrikesförvaltningens uppgifter hör dessutom att ta tillvara enskilda svenska medborgares och organisationers intressen utomlands.

### Utrikesrepresentationen

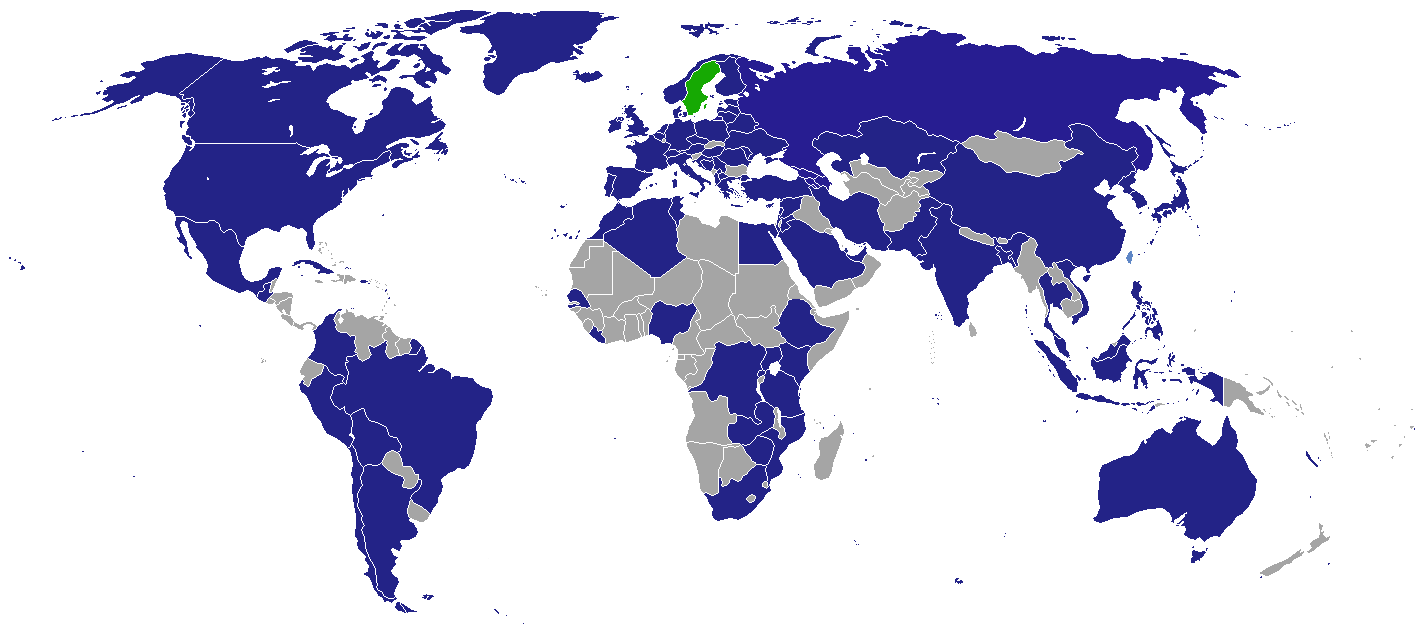
Sveriges ambassader 2008

Utrikesrepresentationen är Sveriges utlandsmyndighet eller diplomatiska beskickningar och är en del av Utrikesförvaltningen. Utrikesrepresentationen består av Sveriges ambassader, Sveriges konsulat och dess delegationer och representationer, däribland FN-representationen och EU-representationen.
Sveriges ambassader är Sveriges diplomatiska beskickningar i andra länder som representeras av en ambassad. Sveriges konsulat är antingen generalkonsulat med avlönad personal, eller honorärkonsulat (eller honorära generalkonsulat). I knappt hälften av världens länder har Sverige en ambassad i landet. I flertalet av de övriga länderna har Sverige ett konsulat, varav några är generalkonsulat.

## Internationellt samarbete
Sverige är medlem i flera internationella organisationer. Den äldsta av dessa är FN och därefter Nordiska rådet, och Sverige var även medlem av FN:s föregångare NF åren 1920–1946. Vid sidan av organisationer har Sverige ratificerat flera källor till folkrätt, såsom Bernkonventionen om upphovsrätt, Haagkonventionerna om krigsrätt, och Genèvekonventionerna om civilbefolkningens rättigheter vid krig. Många andra konventioner har antagits inom ramen för olika organisationer.

### Förenta nationerna
Sverige deltar aktivt i Förenta nationerna sedan man blev medlem 1946, och har varit invald medlem i säkerhetsrådet 1957–1958, 1975–1976 och 1997–1998). I generalförsamlingen representeras Sverige av en diplomat med titeln FN-ambassadör, vilket är en av många som arbetar för Sverige där och i underorgan. Arbetet i generalförsamlingen går ut på att medlemsländerna genom votering ska enas om beslut och ventilera åsikter. I vissa fall representeras Sverige genom EU, så i FN:s klimatförhandlingar. På hemmaplan har Sverige att efterleva Millenniedeklarationen och millenniemålen som beslutats av medlemsländernas regerings- och statschefer.
Dessutom har framstående svenskar tjänst inom själva FN:s organisation, som exempel 1953 till 1961 var Dag Hammarskjöld FN:s generalsekreterare, Hans Corell var undergeneralsekreterare och FN:s rättschef, Jan Eliasson var 2005 ordförande i FN:s generalförsamling, Krister Thelin blev 2008 ledamot av FN:s kommitté för de mänskliga rättigheterna, och bland svenska diplomater som fått medlaruppdrag av FN finns Folke Bernadotte, Carl Bildt och Hans Blix. Dessa personer agerar då för FN i egen person och representerar inte Sverige. Sverige har gett många truppbidrag till FN:s fredsbevarande styrkor.
Svenska FN-förbundet är FN:s representation i Sverige. Några FN-organ som Sverige är medlem i är WHO, Unesco, Internationella valutafonden, ILO, IAEA, och flera organisationer som arbetar för internationell handel, kommunikation och samfärdsel. Sverige har också ingått flera multilaterala avtal med andra medlemmar av FN inom FN:s regi, som rör atomrätt, internationell civilrätt, straffrätt och familjerätt, krigets lagar, luftfart, miljörätt, mänskliga rättigheter, nedrustning och sjöfart. Till detta kommer konventioner som Sverige undertecknat och deklarationer.

### Europeiska frihandelssammanslutningen
Sverige var medlem i Efta från dess bildande 1960 (beslut 1959), och fram till EU-inträdet 1995. 1972–1973 kom dock ett frihandelsavtal som införde frihandel mellan Efta och EG.

### Europeiska unionen
Sverige gick med i EU den 1 januari 1995, efter att majoriteten sagt ja till det i en folkomröstning den 13 november 1994. Samma dag gick två andra neutrala-alliansfria stater och tidigare Efta-medlemmar med, Finland och Österrike. 
Sverige har inom EU aktivt stött EU:s utvidgning till fler medlemsländer [källa behövs].